# Eric Bana
Eric Bana, pseudonimo di Eric Martin Andrew Banadinović (Melbourne, 9 agosto 1968), è un attore australiano.
Ha cominciato la sua carriera come comico nella serie Sketch Comedy Full Frontal prima di ottenere il riconoscimento critico nel film Chopper (2000). Dopo un decennio di ruoli in Australia, spettacoli televisivi e film, Bana ha guadagnato l'attenzione di Hollywood, interpretando il ruolo di un sergente americano Delta Force di nome Norm "Hoot" Hooten in Black Hawk Down (2001), il ruolo principale di Bruce Banner / Hulk nell'omonimo film del 2003, del principe Ettore, nel film Troy (2004), il ruolo del protagonista Avner Kaufman nel film di Steven Spielberg Munich (2005), dello spietato e vendicativo capitano romulano Nero nel film di fantascienza Star Trek (2009) e nel film drammatico, sentimentale e fantasy Un amore all'improvviso (2009).

## Biografia
Bana nasce a Melbourne, in Australia, secondogenito dei due figli di Ivan Banadinović, un responsabile logistico della Caterpillar croato originario di Zagabria, e di Eleanor, una parrucchiera tedesca originaria di una cittadina nei pressi di Mannheim (nel Baden-Württemberg). Suo fratello maggiore, Anthony, è un dirigente bancario. È cresciuto a Tullamarine, un sobborgo della periferia settentrionale di Melbourne, nei pressi della zona dell'aeroporto internazionale, ed ha frequentato le scuole presso la Penleigh and Essendon Grammar School.
Il padre insistette nel fargli continuare gli studi, quando a quattordici anni voleva lasciare la scuola per fare il meccanico.
Dopo gli studi si cimentò in svariati lavori come operaio, lavapiatti e barista presso il Melbourne's Castle Hotel, dove inoltre intratteneva i clienti con le sue imitazioni. Venne incoraggiato a coltivare il suo talento artistico, e spronato a fare il comico e si esibì quindi in vari locali della sua città. In un'intervista a Vanity Fair ha confessato che nella tarda adolescenza il suo sogno era quello di diventare un pilota di auto da corsa, ispirato dalla leggenda della Formula 1 Ayrton Senna dopo aver visto in televisione il Gran Premio di Monaco del 1984, passato alla storia per la straordinaria rimonta del pilota brasiliano sotto il diluvio; lo stesso Bana ha preso parte come comparsa alla miniserie Netflix di sei episodi dedicata a Senna e pubblicata nel novembre 2024.
La sua carriera ha inizio nel 1991 quando la sua performance gli fece guadagnare l'attenzione dei produttori; fu invitato a partecipare allo show televisivo Full frontal, e nel 1996 ebbe un programma tutto suo il The Eric Bana Show Live che gli permise di diventare uno dei migliori comici australiani.

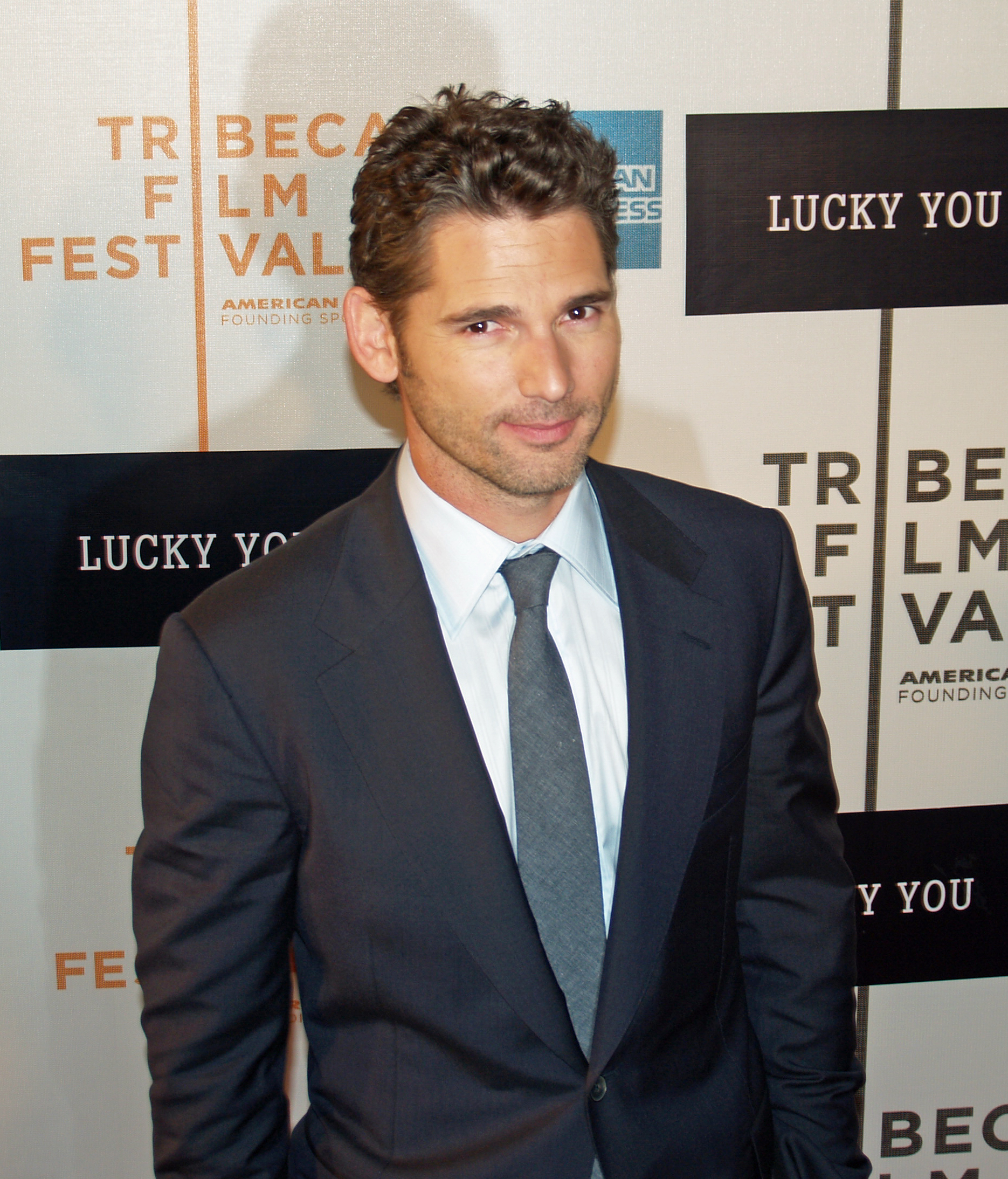
Eric Bana al Tribeca Film Festival 2007

Nel 1997 fa il suo esordio sul grande schermo, con un piccolo ruolo nella commedia The castle.
Ma fu nel 2000 che la sua carriera cinematografica cominciò a decollare, nel ruolo del criminale Mark Brandon "Chopper" Read nel film Chopper, dove ingrassò circa 15 chili. Il film fu presentato negli Stati Uniti al Sundance Film Festival del 2001, intanto Bana ricevette il premio come miglior attore protagonista dall'Australian Film Critics e dall'Australian Film Institute, definendo la sua interpretazione in puro stile Actors Studio (infatti per prepararsi al ruolo Bana ingrassò molti chili e studiò a fondo il personaggio vivendo, per un breve periodo, a stretto contatto con il vero criminale).
Notato da Hollywood, Ridley Scott lo volle nel film Black Hawk Down, per prepararsi al meglio fu sottoposto a un duro esercizio fisico, per perdere i chili presi nel film Chopper, e si allenò con gli operatori della Delta Force per imparare a sparare e a utilizzare le armi. Seguirono altri impegni tra cui il film australiano The Nugget - Tre uomini e una pepita e il doppiaggio di uno dei personaggi della versione originale del film d'animazione Pixar Alla ricerca di Nemo (Finding Nemo).
La grande opportunità gli venne data dal regista Ang Lee, che lo volle nella versione cinematografica del fumetto Marvel Hulk. Il film ebbe un successo discreto, ma la sua prestazione fu elogiata. Nel 2004 ricoprì il ruolo di Ettore nel kolossal di Wolfgang Petersen Troy, spettacolare trasposizione dell'Iliade di Omero; lo stesso Brad Pitt ha voluto Eric Bana nel ruolo di Ettore dopo aver visto il film Chopper e apprezzando la sua interpretazione. Per il film si è dovuto sottoporre a un duro allenamento fisico, e si è prestato a un severo regime di esercizi e addestramenti per le scene a cavallo e i duelli con spada e lance.
Nel 2005 Steven Spielberg lo ha voluto nel film Munich, dove interpreta un agente del Mossad, incaricato di rintracciare e uccidere i terroristi ritenuti responsabili del massacro degli atleti israeliani alle Olimpiadi estive 1972. Nel 2006 prende parte al film Le regole del gioco, diretto da Curtis Hanson, in cui interpreta il ruolo di un abile giocatore di poker.
Nel 2007 è co-protagonista, assieme a Natalie Portman e a Scarlett Johansson, della pellicola L'altra donna del re, dove interpreta Enrico VIII d'Inghilterra. Nel 2009 fa parte del cast di Star Trek diretto da J. J. Abrams, 11° film della saga, in cui ricopre per la prima volta nella sua carriera il ruolo dell'antagonista, il capitano romulano Nero, ed esordisce alla regia, realizzando il documentario Love the Beast, dove ripercorre il suo intenso legame con la sua prima auto, una XB Falcon Coupé del 1974, acquistata dall'attore all'età di 15 anni per 1100 dollari.

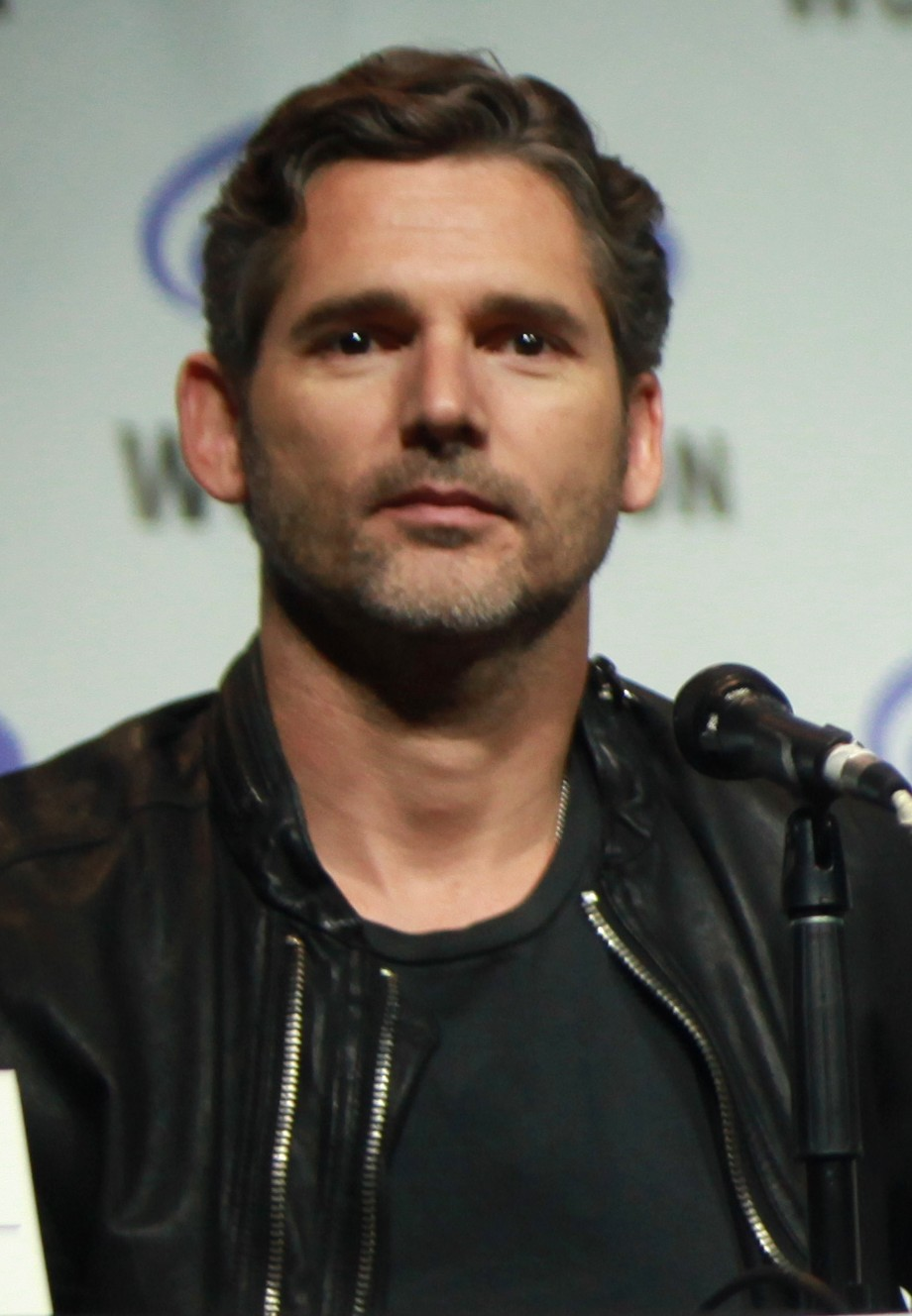
Eric Bana al WonderCon 2014

 Nel 2011 ricopre il ruolo di un ex agente della CIA nel film di Joe Wright Hanna, con Cate Blanchett e Saoirse Ronan, mentre l'anno successivo è protagonista di Legami di sangue - Deadfall con Olivia Wilde. Nel 2013 diventa il volto del profumo Man Extreme di Bulgari, e recita nel thriller diretto da John Crowley, Closed Circuit, con Rebecca Hall, nei panni di due ex-amanti e avvocati. Nello stesso anno prende parte al film Lone Survivor, incentrato su quattro Navy SEAL, che, in missione in Afghanistan con l'obiettivo di neutralizzare un talebano, vengono assaliti da forze nemiche.
Nel 2014 è protagonista del thriller soprannaturale Liberaci dal male, diretto da Scott Derrickson, dove interpreta il detective Sarchie che, insieme con il collega Griggs, si trova ad affrontare una serie inspiegabile di atti di follia da parte di tre ex marine
Nel 2016 è nel cast di L'ultima tempesta la pellicola, diretta da Craig Gillespie, narra l'operazione di salvataggio di una guardia costiera, verso membri dell'equipaggio di due petroliere, utilizzando soltanto due scialuppe di legno. Inoltre è protagonista della commedia Special Correspondents, scritta, diretta e interpretata dal comico inglese Ricky Gervais, dove i due si spacciano per corrispondenti dal fronte, trasmettendo false notizie di guerra.
Nel 2015 incomincia le riprese del film Il segreto, accanto a Vanessa Redgrave e Rooney Mara, la pellicola è stata presentata in anteprima mondiale il 10 settembre 2016 al Toronto International Film Festival. Inoltre entra nel cast di Knights of the Round Table, basato sulla storia di re Artù, dove interpreterà Uther, il padre del leggendario re, che avrà il volto di Charlie Hunnam. L'uscita del film è avvenuta nel maggio 2017. Nel mese di ottobre è stato membro della giuria del BFI London Film Festival, nella sezione ufficiale, presieduta dalla regista Andrea Arnold.
Nel 2018 è protagonista, assieme a Connie Britton, della miniserie TV Dirty John, tratta dall'omonimo podcast del 2017 e dove ricopre anche il ruolo di produttore esecutivo. Nella miniserie interpreta un anestesista dall'oscuro passato.

## Vita privata
Dal 2 agosto 1997 è sposato con Rebecca Gleeson, una pubblicitaria figlia di un giudice australiano, da cui ha avuto due figli: Klaus (agosto 1999) e Sophia (aprile 2002). È un appassionato di corse automobilistiche, e partecipa a vari concorsi di automobilismo in Australia. Nel 2007 partecipò a un rally in Tasmania dove si schiantò con la sua XB Falcon Coupe del 1974, ma né lui né il copilota riportarono ferite.

### Beneficenza
È un ambasciatore per Father Chris Riley's charity, che si occupa dei giovani senzatetto, ed è apparso in pubblicità per sostenere l'appello annuale dell'organizzazione. È apparso anche in pubblicità per aumentare la consapevolezza della malattia mentale in Australia. Dal 1995 ha partecipato al Motorcycle Riders Association per raccogliere fondi e giocattoli per i bambini bisognosi.

## Filmografia

### Attore

#### Cinema
- Casa dolce casa (The Castle), regia di Rob Sitch (1997)
- Chopper, regia di Andrew Dominik (2000)
- Black Hawk Down - Black Hawk abbattuto (Black Hawk Down), regia di Ridley Scott (2001)
- The Nugget - Tre uomini e una pepita (The Nugget), regia di Bill Bennett (2002)
- Hulk, regia di Ang Lee (2003)
- Troy, regia di Wolfgang Petersen (2004)
- Munich, regia di Steven Spielberg (2005)
- Le regole del gioco (Lucky You), regia di Curtis Hanson (2007)
- Meno male che c'è papà - My Father (Romulus, My Father), regia di Richard Roxburgh (2007)
- L'altra donna del re (The Other Boleyn Girl), regia di Justin Chadwick (2008)
- Star Trek, regia di J. J. Abrams (2009)
- Funny People, regia di Judd Apatow (2009)
- Un amore all'improvviso (The Time Traveler's Wife), regia di Robert Schwentke (2009)
- Hanna, regia di Joe Wright (2011)
- Legami di sangue - Deadfall (Deadfall), regia di Stefan Ruzowitzky (2012)
- Closed Circuit, regia di John Crowley (2013)
- Lone Survivor, regia di Peter Berg (2013)
- Liberaci dal male (Deliver Us from Evil), regia di Scott Derrickson (2014)
- L'ultima tempesta (The Finest Hours), regia di Craig Gillespie (2016)
- Special Correspondents, regia di Ricky Gervais (2016)
- Il segreto (The Secret Scripture), regia di Jim Sheridan (2016)
- King Arthur - Il potere della spada (King Arthur: Legend of the Sword), regia di Guy Ritchie (2017)
- Condannato a combattere - The Forgiven (The Forgiven), regia di Roland Joffé (2017)
- Chi è senza peccato - The Dry (The Dry), regia di Robert Connolly (2020)
- Blueback, regia di Robert Connolly (2022)
- Force of Nature - Oltre l'inganno (Force of Nature: The Dry 2), regia di Robert Connolly (2024)
- A Sacrifice, regia di Jordan Scott (2024)

#### Televisione
- Full Frontal – serie TV, 66 episodi (1993-1996)
- Eric – serie TV, 9 episodi (1997)
- All Saints – serie TV, episodi 2x41 - 3x01 - 3x02 (1999-2000)
- Something in the Air – serie TV, 202 episodi (2000-2001)
- Dirty John – serie TV, 8 episodi (2018-2019)
- Untamed – serie TV, 6 episodi (2025)

### Doppiatore
- Alla ricerca di Nemo (Finding Nemo), regia di Andrew Stanton e Lee Unkrich (2003)
- Mary and Max, regia di Adam Elliot (2009)
- Back to the Outback - Ritorno alla natura, regia di Clare Knight e Harry Cripps (2021)
- Cip & Ciop agenti speciali (Chip 'n Dale: Rescue Rangers), regia di Akiva Schaffer (2022)
- Memoir of a Snail, regia di Adam Elliot (2024)

### Regista
- Love the Beast – documentario (2009)

### Sceneggiatore
- Full Frontal – serie TV, 25 episodi (1993-1995)
- Eric, regia di Ted Emery - film TV (1996)
- The Eric Bana Show Live – serie TV, 8 episodi (1997)
- Eric – serie TV, 9 episodi (1997)

### Produttore
- Eric, regia di Ted Emery - film TV (1996)
- Eric – serie TV, 9 episodi (1997)
- Love the Beast – documentario (2009)
- Chi è senza peccato - The Dry (The Dry), regia di Robert Connolly (2020)

#### Produttore esecutivo
- Dirty John – serie TV, 8 episodi (2018-2019)

## Riconoscimenti
Australian Film Institute (AFI Award)
- 2000 – Miglior attore protagonista per Chopper
- 2006 – Candidatura al miglior attore per Munich (premio internazionale)
- 2007 – Candidatura al miglior attore per Le regole del gioco (premio internazionale)
- 2007 – Miglior attore protagonista per Meno male che c'è papà - My Father
- 2007 – News Limited Readers' Choice Award
- 2008 – Candidatura al miglior attore per L'altra donna del re

- Boston Society of Film Critics Awards
  - 2009 – Miglior cast per Star Trek

- Chicago Film Critics Association Awards
  - 2002 – Candidatura alla performance più promettente

- Film Critics Circle of Australia Awards
  - 2001 – Miglior attore per Chopper
  - 2008 – Candidatura al miglior attore per Meno male che c'è papà - My Father

- Gold Derby Awards
  - 2010 – Candidatura al miglior cast per Star Trek

- Golden Schmoes Awards
  - 2005 – Candidatura al miglior attore per Munich[34]
  - MTV Movie Awards
  - 2005 – Candidatura al Miglior combattimento (con Brad Pitt), per Troy

- Phoenix Film Critics Society Awards
  - 2002 – Candidatura al miglior cast per Black Hawk Down

- Scream Award
  - 2009 – Candidatura al miglior cattivo per Star Trek

- Teen Choice Awards
  - 2009 – Candidatura al miglior cattivo per Star Trek

- Washington DC Area Film Critics Association Awards
  - 2009 – Candidatura al miglior cast per Star Trek

## Doppiatori italiani
Nelle versioni in italiano delle opere in cui ha recitato, Eric Bana è stato doppiato da:
- Riccardo Niseem Onorato in Hulk, Troy, Le regole del gioco, L'altra donna del re, Funny People, Un amore all'improvviso, Lone Survivor, Liberaci dal male, Special Correspondents, Spielberg[35], Condannato a combattere - The Forgiven,Blueback,Berlin Nobody
- Vittorio De Angelis in Black Hawk Down - Black Hawk abbattuto, Hanna, Closed Circuit
- Alessio Cigliano in L'ultima tempesta, Il segreto
- Francesco Bulckaen in Dirty John, Chi è senza peccato - The Dry
- Lorenzo Scattorin in Meno male che c'è papà - My Father, Force of Nature - Oltre l'inganno
- Massimo De Ambrosis in Casa dolce casa
- Gioele Dix in Chopper
- Roberto Certomà in The Nugget - Tre uomini e una pepita
- Claudio Santamaria in Munich
- Adriano Giannini in Star Trek
- Francesco Prando in Legami di sangue - Deadfall
- Massimiliano Manfredi in King Arthur - Il potere della spada
- Emiliano Coltorti in Untamed

Nei film d'animazione è sostituito da:
- Pasquale Anselmo in Alla ricerca di Nemo
- Francesco Prando in Back to the Outback - Ritorno alla natura
- Jonis Bascir in Cip & Ciop agenti speciali